# Гаубицы лейтенанта Гурубы
Гаубицы лейтенанта Гурубы — первый официальный альбом советской экспериментальной группы «Цыганята и Я с Ильича». Был записан и выпущен в 1989 году, переиздавался в 2003 году лейблом «Метафизический Новосибирский Рок-Клуб». Первая часть дилогии «Гаубицы Лейтенанта Гурубы/Арджуна-Драйв» 1989—1990 годов.
В 2007 году альбом был переиздан лейблом «Rebel Records» как часть двойного альбома «Цыганят», в который вошли «Гаубицы лейтенанта Гурубы» и «Арджуна-Драйв». В основу обложки альбома легли художественные коллажи авторства Олега Судакова «Соблазнительное опустошение плоти» и «На каждый следующий год».
Включён в сводку «100 магнитоальбомов советского рока» Александра Кушнира.

## Концепция альбома
Концепция альбома была придумана Олегом Судаковым («Манагером») и заключалась в том, чтобы ввести слушателя в состояние шока, в то время как второй альбом «Арджуна-Драйв» должен был ввести слушателя в состояние ступора. Таким образом, альбомы «Цыганят» представляют собой аналог Божественной комедии Данте: первый альбом — своего рода «Ад», а второй — «Чистилище» для слушателя. По идее должен был выйти и третий альбом группы, который должен был символизировать «Рай», однако, третий альбом вышел гораздо позже (в 2021 году).
Сам Олег «Манагер» характеризует первый альбом как «мелодичное мышление», и, согласно описанию в дискографии «ГрОб-рекордс», зарубежных аналогов данный альбом не имеет.
Альбом целиком представляет собой авангардный сборник абсурдных композиций, часто без мелодий или текстов. Песни в альбоме — «На блаженном острове коммунизма», «Парики, шиньоны, косы», «Опоздавшая молодёжь», «Спать», «Русские», «Гусар и Верка Зозуля», «На острове Пасхи» и «Урбанизм-детерминизм» — были написаны Олегом Судаковым с Егором Летовым совместно. Финальная инструментальная композиция «Стачка Шахтёров В Кузбассе» авторству Судакова не принадлежит, а написана Егором Летовым и Константином Рябиновым во время сессии группы «Гражданская оборона» на репетиционной точке группы «АукцЫон» в Ленинграде. Сделано это было с целью дополнения хронометража релиза, чтобы из него получился «двойной альбом».

Дело в том, что песня была записана во время репетиций на точке Аукцыона, и на тот момент никуда не входила, если только не считать все записи тех дней («По...й На...й», «Припев», «Песня Радости и Счастья», «На Луне Я Сподобился к Причастию», «Полон Дом Говна» и т. д.) как самостоятельный бутлег типа «Хардкор в Питере». Во время же записи «Цыганят» метраж манагеровского материала с точки зрения тогдашнего ленточно-кассетного распространения получился крайне неудачным, ни туда, ни сюда, для одинарного альбома слишком большим, для двойника очень маленьким. По этой причине были добавлены «Два Письма», записанные для Коммунизма (то ли «Чудо-Музыки», то ли «Народоведения»), а также «Стачка Шахтёров», то есть то, что, по мнению самого Манагера, соответствовало понятию «мелодичное мышление», как Манагер именовал свой стиль. Получился полноценный двойник.— Егор Летов, ответы на вопросы 25 января 2008 года

## Распространение альбома
До 2003 года альбом распространялся неофициально: в 1990-е годы распространялся аудиопиратами и был подписан как альбом «Гражданской обороны», а не «Цыганят». Вероятно, это было связано с тем, что альбом делался непосредственно Летовым.

## Критика альбома
Музыкальный критик Александр Кушнир охарактеризовал альбом как «антимузыку»:

Судя по всему, эти студийные работы не были предназначены для широкого прослушивания. Подобную антимузыку могли осилить лишь эстеты-мазохисты или прошедшие огонь и воду ветераны меломанского движения. Глазами сегодняшнего дня и «Гаубицы лейтенанта Гурубы», и «Арджуна-драйв» напоминают интенсивный артобстрел массового сознания, включающий в себя крик, плач и слезы, стоны и смех, чтение писем, наивные акустические зарисовки, шумовые перфомансы, хоровые импровизации, разговоры с самим собой и ворчание под нос в духе старых блюзменов с берегов Миссисипи. В конце концов — это яркое проявление раскрепощенного сознания Олега «Манагера» Судакова — настолько буйное и необычное, что даже самые «завёрнутые» опусы Трента Резнора выглядят на этом фоне академичными, словно звучание Лондонского симфонического оркестра.— А.Кушнир // 100 магнитоальбомов советского рока

## Участники записи
- Олег Судаков — вокал, ударные, тексты
- Егор Летов — бэк-вокал, гитары, синтезатор, нойз, тексты
- Константин Рябинов — бэк-вокал, гитары, саксофон, синтезатор, нойз
- Аркадий Климкин — ударные, бэк-вокал («Стачка шахтёров в Кузбассе»)
- Игорь Жевтун — бэк-вокал («Стачка шахтёров в Кузбассе»)

## Список композиций
| №   | Название                                   | Текст песни    | Музыка                                | Длительность |
| --- | ------------------------------------------ | -------------- | ------------------------------------- | ------------ |
| 1.  | «Гаубицы лейтенанта Гурубы»                | Манагер, Летов | Летов, Манагер, Кузя УО               | 1:26         |
| 2.  | «На блаженном острове коммунизма»          | Манагер        | Летов, Кузя УО                        | 4:33         |
| 3.  | «Митрополит Ипполит»                       | Манагер        | Летов, Манагер, Кузя УО               | 0:57         |
| 4.  | «Парики, шиньоны, косы»                    | Манагер, Летов | Летов, Кузя УО                        | 5:13         |
| 5.  | «Не трожь!»                                | Манагер        | Летов                                 | 0:45         |
| 6.  | «Импровизация на тему слов»                | Манагер, Летов | Летов, Кузя УО                        | 1:52         |
| 7.  | «Песня Гвоздя»                             | Манагер        | Летов, Манагер, Кузя УО               | 5:01         |
| 8.  | «Опоздавшая молодёжь»                      | Манагер        | Летов, Кузя УО                        | 3:49         |
| 9.  | «Хожу, хожу»                               | Манагер        | Летов                                 | 0:21         |
| 10. | «Спать»                                    | Манагер        | Летов, Манагер, Кузя УО               | 2:36         |
| 11. | «Русские»                                  | Манагер        | Летов                                 | 3:31         |
| 12. | «Новый год»                                | Манагер        | Летов                                 | 3:27         |
| 13. | «Ева, Адам»                                | Манагер        | Летов, Манагер                        | 5:08         |
| 14. | «Быстротечные сеньоры»                     | Манагер        | Манагер                               | 0:13         |
| 15. | «Письмо»                                   | Манагер        | Иэн Кёртис, Бернард Самнер, Питер Хук | 0:45         |
| 16. | «Гусар и Верка Зозуля»                     | Манагер        | Летов                                 | 6:38         |
| 17. | «Непобедимый»                              | Манагер        | Кузя УО                               | 1:22         |
| 18. | «На острове Пасхи»                         | Манагер, Летов | Манагер, Летов                        | 3:38         |
| 19. | «Кума»                                     | Манагер        |                                       | 0:09         |
| 20. | «Урбанизм-детерминизм»                     | Манагер, Летов | Манагер, Летов, Кузя УО               | 3:11         |
| 21. | «От реальной жизни к мелодичному мышлению» | Манагер        | Летов, Манагер, Кузя УО               | 1:15         |
| 22. | «Стачка шахтёров в Кузбассе»               |                | Летов, Кузя УО, Джефф, Климкин        | 19:08        |

- Всё записано 7, 9—10 ноября 1989 года в ГрОб-студии в Омске.
  - № 15 записан(а) в начале апреля 1989 года там же.
- № 22 записан(а) 23 июля 1989 года в Ленинграде, на точке «АукцЫона».

## Факты о создании альбома
- Последняя композиция, вошедшая в альбом, была записана 23 июля 1989 года в Ленинграде на «точке» АукцЫона; mix и звук — Саша «Папик»;
- Во время записи использовался синтезатор «Соловушка»;
- «Песня Гвоздя» была придумана Олегом Судаковым во время его работ на даче родственников, где он вбивал огромные гвозди в дубовые доски. По словам самого Манагера, он сам на какое-то время «почувствовал себя гвоздём»;
- В переиздании альбома треки 6 и 7 перепутаны местами. Так, треком № 6 идёт «Песня гвоздя», № 7 — «Импровизация на тему слов», а не наоборот, как указано в издании;
- В споукен-ворд треке «Письмо» на заднем плане звучит песня «New Dawn Fades» группы Joy Division.